# PRR-Klasse P5
Die Klassen P5 und P5a der Pennsylvania Railroad (PRR) waren Elektrolokomotiven mit der Achsfolge 2’Co2’ für den Betrieb mit einer Oberleitungsspannung von 11 kV 25 Hz. Die zwei Vorserienlokomotiven wurden der Klasse P5 zugewiesen, die 90 Serienlokomotiven gehörten zur Klasse P5a. Bis 1934 wurden die Klasse als Boxcab-Lokomotiven gebaut, danach als stromlinienförmige Steeplecab-Lokomotiven.
Die einzige Lokomotive der Klasse P5b entstand durch Umbau der P5a Lokomotiven 4702. Sie erhielt zusätzliche Fahrmotoren in den Drehgestellen und hatte somit die Achsfolge Bo’CoBo’.

## Geschichte
Die Lokomotiven der Klasse P5a waren die ersten in großer Stückzahl gebaute Serie von Wechselstromlokomotiven der PRR, die auf den elektrifizierten Strecken Washington, D.C.–New York und Philadelphia–Harrisburg eingesetzt wurden, wo sie die Dampflokomotiven der Klasse K4 ablösten. Sie war im Wesentlichen eine um einen Treibradsatz verlängerte Version der O1. Die Entwicklung erfolgte in einem Konsortium bestehend aus General Electric (GE), Westinghouse und der Abteilung für elektrische Zugförderung der PRR.
Nach zwei Vorserienlokomotiven der Klasse P5 folgten 64 Lokomotiven der Klasse P5a, die für den Einsatz vor schweren Reisezügen bestimmt waren. Die Aufbauten im Boxcab-Design wurden nach einem Unfall geändert. Dieser ereignete sich an einem Bahnübergang, wo die Lokomotive in einen LKW voller Äpfel prallte, wobei das Fahrpersonal der Lokomotive ums Leben kam. Weil das Fahrpersonal bei Kollisionen in den Steeplecab-Lokomotiven in den mehr gegen Lokmitte angeordneten Führerstanden bei Kollisionen besser geschützt war, wurde ab 1934 nur noch diese Variante gebaut. Sie wurde auch als modified ‚geändert‘ oder P5am bezeichnet.
Die Lokomotiven wurden gemäß den in untenstehender Tabelle aufgeführten Unterserien gebaut. Fahrzeuge aus der PRR eigenen Lokomotivfabrik hatten elektrische Ausrüstungen von GE oder Westinghouse. Die von Westinghouse gelieferten Lokomotiven wurden bei Baldwin endmontiert, die GE-Lokomotiven kamen aus dem Werk in Erie PA. Die elektrische Ausrüstung des Maschinenraums wurde als Baugruppe vormontiert und als ganzes auf das Untergestell gesetzt.
| Klasse | Betriebsnummern              | Baujahr   | Hersteller               | Stückzahl | Bauform                                                     |
| ------ | ---------------------------- | --------- | ------------------------ | --------- | ----------------------------------------------------------- |
| P5     | bis 1933: 7898 ab 1933: 4700 | 1931      | PRR Altoona GE           | 1         | Boxcab Erhalten im Museum of Transportation in St. Louis MO |
| P5     | bis 1933: 7899 ab 1933: 4791 | 1931      | PRR Altoona Westinghouse | 1         | Boxcab                                                      |
| P5a    | 4701–4742                    | 1932–1933 | Baldwin Westinghouse     | 42        | Boxcab                                                      |
| P5a    | 4743–4754                    | 1935      | Baldwin Westinghouse     | 12        | Steeplecab                                                  |
| P5a    | 4755–4769 4771–4774          | 1932      | GE                       | 19        | Boxcab                                                      |
| P5a    | 4770                         | 1932      | GE                       | 1         | Steeplecab                                                  |
| P5a    | 4775–4779                    | 1935      | GE                       | 5         | Steeplecab                                                  |
| P5a    | 4780–4781 4783, 4785, 4787   | 1934–1935 | PRR Altoona Westinghouse | 5         | Steeplecab                                                  |
| P5a    | 4782, 4784, 4786 4788–4790   | 1935      | PRR Altoona GE           | 6         | Steeplecab                                                  |
| P5b    | 4702                         | 1937      | PRR Altoona              | 1         | Boxcab                                                      |

Mit der Ablieferung der ersten GG1 wurden die P5a in den Güterzugverkehr verdrängt. Sie verkehrten meist in Doppeltraktion, wobei eine Modified-Lokomotive mit einer Boxcab-Lokomotive in Doppeltraktion verkehrten, sodass das Fahrpersonal wenigstens in einer Richtung vom besseren Schutz der Modified-Version profitieren konnte. Ab 1940 wurden die P5a ganz aus dem Reiseverkehr zurückgezogen, weshalb der Dampfkessel für die Zugheizung durch einen Betonblock ersetzt wurde.
In den 1960er Jahren wurden die P5a durch die E44 abgelöst und verschrottet.

## Technik
Die Eckdaten der technischen Auslegung waren:
- 34 t Radsatzfahrmasse auf den Treibradsätzen und auf jedem der beiden Laufdrehgestelle
- 2,8 MW Dauerleistung

Das Fahrwerk bestand aus drei fest im Rahmen gelagerten Treibradsätzen und an jedem Ende zwei Laufdrehgestellen. Für die bessere Kurvengängigkeit hatte der mittlere Treibradsatz keine Spurkränze. Jeder Treibradsatz wurde von einem Doppelfahrmotor mit einer Leistung von 2 × 466 kW angetrieben. Die Kraftübertragung erfolgte über einen Hohlwellen-Antrieb. Alle Radsatzlager waren als Rollenlager ausgeführt.
Die Serienlokomotiven der Klasse P5a hatten gegenüber den beiden Vorserienlokomotiven stärkere Fahrmotorlüfter.
Die Fahreigenschaften ließen anfänglich bei hohen Geschwindigkeiten zu wünschen übrig, weshalb bei Versuchsfahrten im Rahmen der Entwicklung der GG1 auch die P5a untersucht wurde. Daraufhin wurde die Gewichtsverteilung zwischen Treibradsätzen und Drehgestellen geändert, was das Problem beseitigen konnte.

## P5b
Die Lokomotiven der Klasse P5a bewährten sich im Betrieb, waren aber mit Zügen länger als 8 bis 10 Reisezugwagen an der Grenze, was zur Entwicklung der GG1 führte.
Im Jahre 1937 wurde trotzdem noch versucht, die Leistung der P5a zu steigern. Dazu wurden auf den Laufachsen der Drehgestelle Tatzlager-Antrieb angeordnet. Jeder der vier zusätzlichen Motoren hatte eine Leistung von 280 kW, was der Lokomotive eine Gesamtleistung von beinahe 4 MW gab und sie 23 t schwerer machte.
Es wurden keine weiteren P5a zu P5b umgebaut, weil der Versuch nicht erfolgreich war, weil die Kühlung der Fahrmotoren in den Drehgestellen ungenügend war. Die Lokomotive ist äußerlich an der zusätzlich angeordneter Reihe unterer Lüftungsschlitze zu erkennen. Außerdem war die einseitige Klotzbremse der Radsätze in den Drehgestellen bei dieser Variante vorne und hinten an den Rädern angeordnet, nicht zwischen den Rädern.